# Poland (Maine)
Poland – miasto położone w Stanach Zjednoczonych, w stanie Maine, w hrabstwie Androscoggin. W 2010 roku zamieszkiwało je 5376 mieszkańców.